# Tmesipteris solomonensis
Tmesipteris solomonensis är en kärlväxtart som beskrevs av Braithwaite. Tmesipteris solomonensis ingår i släktet Tmesipteris och familjen Psilotaceae. Inga underarter finns listade i Catalogue of Life.